# André Desvallées
André Desvallées, né le 20 juillet 1931 à Gouville-sur-Mer dans la Manche et mort le 5 juin 2024 à Lisle-sur-Tarn, est un muséologue français, devenu Conservateur général honoraire du Patrimoine. Il a longtemps été l’assistant de Georges Henri Rivière, le père de la muséologie française, et a étroitement été associé au développement de cette discipline, créant et définissant de nombreux concepts, notamment celui de « nouvelle muséologie ». Membre actif du Comité international pour la muséologie, il est l’auteur d’une centaine d’ouvrages et d'articles dans les domaines de l’ethnologie et de la muséologie.

## Biographie
André Desvallées est né à Gouville-sur-Mer, en Basse-Normandie, le 20 juillet 1931 et mort le 5 juin 2024,. Il rejoint la banlieue parisienne pour faire ses études secondaires au Lycée Pasteur de Neuilly-sur-Seine. Sa première vocation est cinématographique : il prépare l’examen d’entrée à l’Institut des hautes études cinématographiques (l'IDHEC devenu La Femis) et devient rédacteur pour le Centre du Cinéma (CNC) durant huit mois. C’est à cette époque qu’il rencontre le futur réalisateur et producteur de télévision Michel Subiela ainsi que, quelques années plus tard, Bernard Chardère, le fondateur de la revue Positif, à laquelle il collabore en 1953. Il part ensuite au Maroc où il commence une carrière dans les musées, notamment au Musée des arts et traditions populaires de Rabat. Il effectue son service militaire en Algérie, à Oran, de 1956 à 1958 et revient en France une fois son service effectué.
Dès son retour en France, Desvallées est alors engagé par Georges Henri Rivière, le père de la muséologie française, fondateur du Musée national des Arts et traditions populaires (ATP) et directeur du Conseil international des musées (ICOM) de 1946 à 1962. Ce dernier lui confie alors la coordination du chantier de construction des ATP ainsi que la direction du service de muséologie de l’établissement de 1959 à 1977. À ce titre, il est responsable du programme des expositions temporaires, mais également le très long chantier des expositions permanentes, dont la galerie d’étude qui est inaugurée en 1972 et la galerie culturelle qui ouvre trois ans plus tard. À son inauguration, le musée est considéré comme l’un des plus novateurs au monde.
Desvallées, qui a rédigé (essentiellement à cette époque) plusieurs articles et ouvrages d’ethnologie, passe en 1977 à l’Inspection générale des Musées classés et contrôlés, où il est chargé des musées d’ethnographie en région. C’est dans ce contexte, au moment où se développent les premiers écomusées et les centres de culture scientifique et technique, qu’il met en place, au sein de la Direction des musées de France, un secteur expérimental d’aide à ces nouvelles formes de musées. De 1984 à 1987, il est détaché au Conservatoire national des arts et métiers pour y diriger le Musée national des Techniques, dont il initie la rénovation. Il devient ensuite chargé de mission auprès du Directeur des Musées de France, puis retourne comme conseiller au Musée national des Arts et traditions populaires, auprès de son nouveau directeur, Michel Colardelle. Il occupe cette fonction jusqu’à son départ à la retraite, en 1997.
Parallèlement à ses activités, André Desvallées, occupe de nombreuses charges dans diverses associations patrimoniales ou de recherche (et notamment la Société d’Histoire de Nanterre, la Société d'ethnologie française, l’Association générale des Conservateurs des musées et collections publiques, la Fédération française des Amis des Moulins, l'association la Normandie traditionnelle qui soutient les activités du Musée du Bocage normand (Saint-Lô), etc.). Il enseigne également, à partir de 1978, à l’École du Louvre, où il initie un enseignement sur le patrimoine technique et industriel, puis donne un cours de muséologie sur la nature ainsi qu’un cours sur le langage des expositions.
Habitant Nanterre (Hauts-de-Seine) depuis 1970, il en fut conseiller municipal de 1971 à 1989.

## Point de vue sur la muséologie
André Desvallées devient membre du Conseil international des musées (ICOM) à partir de 1966. Cette association professionnelle internationale, structurée en comités nationaux (dont il fut membre du bureau du comité français de 1981 à 1995), est également organisée en comités internationaux, répartis à partir de thématiques de recherche et d’intérêts divers. Desvallées devient membre du Comité international pour la muséologie (ICOFOM) à partir de 1980, soit trois ans après la fondation de ce comité. Il est élu secrétaire de 1980 à 1983, puis vice-président de 1983 à 1998 ; il en est désigné conseiller permanent en 2001. C’est également dans ce contexte qu’il devient responsable du comité de rédaction des ICOFOM Study Series, à partir de 2007, et membre du comité de rédaction de la revue scientifique Publics et musées (devenue en 2003 Culture et musées) . C’est notamment dans ce cadre que sa renommée deviendra très rapidement internationale, se développant au gré des nombreux voyages qu’il effectue, Desvallées étant très régulièrement invité pour donner des conférences à l’étranger.
Selon Bernard Deloche, quelques principes caractéristiques structurent sa pensée : le vernaculaire et le technique, ou l'éloge du quotidien et de l'utilitaire, que l'on retrouve à travers tous les musées pour lesquels il collabore ; son rapport à l’objet et la nécessité de penser ce dernier à partir de son contexte; une certaine vision concrète du public, qui prime sur les collections; enfin la priorité accordée à l’autre et à la différence: autant de caractéristiques liées à l'approche ethnologique qu'il met en œuvre à travers les expositions qu'il monte et les nombreux articles qu'il rédige tout au long de sa carrière.

### Nouvelle muséologie
Étroitement lié au développement des nouvelles formes expérimentales de musées, soutenues par Georges Henri Rivière et Hugues de Varine Bohan, alors directeur de l’ICOM, Desvallées gère, au sein de la Direction des musées des France, un fonds pour soutenir ces nouvelles expériences qui, à l’instar de l’écomusée du Creusot, bénéficient d’une reconnaissance internationale. C’est dans ce contexte, afin d’évoquer ces expériences, qu’il utilise pour la première fois, en 1981, le terme de « nouvelle muséologie » dans un article pour l’Encyclopædia Universalis. Cette notion sera largement utilisée par tous les professionnels se reconnaissant à travers ces nouvelles expériences visant à placer l’homme au centre du dispositif muséal, reléguant la collection à la périphérie et prônant une vision résolument engagée du travail muséal, au bénéfice de la société et son développement. C’est ainsi que voit le jour l’association Muséologie nouvelle et expérimentation sociale (MNES), ainsi que le Mouvement international pour la nouvelle muséologie (MINOM), fondé par Pierre Mayrand en 1984, dont Desvallées fut l'un des membres fondateurs.
Desvallées publie de nombreux articles sur la nouvelle muséologie et les écomusées, mais c’est surtout l’anthologie Vagues, qu’il édite entre 1992 et 1994, avec la collaboration de Marie-Odile de Bary et de Françoise Wasserman, qui constitue l’une des références les plus citées en la matière.

### Développement de la muséologie
Si la nouvelle muséologie constitue, pour Desvallées, un moment important de l’histoire du champ muséal, celui-ci s’intéresse depuis longtemps, dans le sillage de Rivière, à son histoire, à sa théorisation et à la définition des concepts qui la régissent. C’est durant le chantier de la galerie culturelle des ATP qu’il s’intéresse progressivement aux concepts théoriques sous-jacents à la pratique muséographique. Fortement influencé par Duncan Cameron, et notamment par son article Un point de vue, le musée comme système de communication, il utilise les bases de la logique communicationnelle pour concevoir, avec Rivière, la muséographie des galeries des ATP. C’est notamment dans ce contexte qu’il développe le concept d’expôt, afin de traduire le terme d’exhibit utilisé par Cameron, pour définir l’unité du matériel utilisé dans une exposition. C’est également dans le même contexte de recherche, lié aux écomusées, qu’il met en œuvre au sein des galeries la présentation d’unités écologiques telles que conçues par Rivière, Modèle:Qui restituant de manière optimale les objets (vraies choses) dans leur contexte.
Ce travail de précision des concepts (et notamment l’ensemble du vocabulaire de l’exposition), ainsi qu’un travail en profondeur sur histoire de l’institution muséale elle-même, le conduisent à prendre en charge, à partir de 1993 au sein de l’ICOFOM, la rédaction d’un thésaurus de muséologie pour lequel il publie plusieurs articles préparatoires. Rejoint dans cette entreprise en 2000 par François Mairesse, il publie avec ce dernier un premier recueil de textes en 2007, Vers une redéfinition du musée ?, puis les Concepts clés de la muséologie en 2010 (traduit actuellement en une dizaine de langues), et en 2011, le Dictionnaire encyclopédique de muséologie.

## Hommages
- André Desvallées est nommé en 2013, membre d’honneur de l’ICOM.
- Un numéro d’hommage spécial des ICOFOM Study Series a été édité en 2014 en son honneur[24].

## Ouvrages
- Desvallées A. et Lecotte R., Métiers de traditions. Paris, Braun-Crédit Lyonnais, 1966, 188 p.
- Chapelot J. et Desvallées A., Potiers de Saintonge. Catalogue de l’exposition du Musée national des Arts et traditions populaires. Paris, Rmn, 1973.
- Desvallées A. Musée national des Arts et traditions populaires. Petits guides des grands musées. Paris, Rmn, 1975, 19 p.
- Desvallées A. et Rivière G. H.., Arts populaires des Pays de France, t.1: Matières, techniques et formes. Paris, J.Cuénot, 1975, 207 p.
- Desvallées A., L'Aubrac, tome 6.1, Ethnologie contemporaine, IV, Technique et langage. Les Burons, p. 15-18: "Introduction générale", p. 25-308, ill.: Estivage bovin et fabrication du fromage sur la montagne. Paris, CNRS, 1979.
- Desvallées A., Contribution au Projet de développement des musées. Rennes, MHS et MNES, 1991, 34 p.
- Desvallées A., de Bary M.-O., Wasserman, Vagues, Une anthologie de la Nouvelle muséologie. Macon et Savigny-le-Temple, W et Mnes, 2 vol.: t.1, 1992, 533 p., t.2, 1994, 275 p.
- Mairesse F., Desvallées A., Vers une redéfinition du musée. Paris, L’Harmattan, 2007, 227 p.
- Desvallées A., Quai Branly : un miroir aux alouettes ? À propos d’ethnographie et d’« arts premiers ». Paris, L’Harmattan, 2008, 198 p.
- (en) Davis Ann, Mairesse François, Desvallées André, 2010, What is a Museum?, Munich, Verlag D.C. Müller-Straten, 218 p.
- Desvallées André, Mairesse François (dir.), 2010, Concepts clés de muséologie, Paris, Armand Colin et ICOM, 87 p. Disponible sur le site Internet de l’ICOM (www.icom.museum)
- Desvallées A., Mairesse F., Dictionnaire encyclopédique de muséologie. Paris, Armand Colin, 2011, 723 p.